# Dubliny
Dubliny (niem. Dublienen) – osada w Polsce położona w województwie warmińsko-mazurskim, w powiecie kętrzyńskim, w gminie Korsze.
W latach 1975–1998 miejscowość administracyjnie należała do województwa olsztyńskiego.

## Historia
Pierwotnie folwark, który został założony na początku XVIII w. przez von der Groebenów z Łankiejm. Kolejnymi właścicielami byli von Borkowie, von Schwerinowie i von Bredowowie. W 1820 we wsi było 6 chałup i 108 mieszkańców. W 1871 majątek liczył 3 391 mórg. W 1932 w Dublinach hodowano 100 koni, 230 sztuk bydła i 100 świń i uprawiano głównie buraka cukrowego. We wsi funkcjonowała szkoła. W parku dworskim rodzina Stobbe założyła swój cmentarz rodowy. 
Po II wojnie światowej w Dublinach powstał PGR, który w ostatniej fazie ich funkcjonowania należał do Kombinatu PGR Garbno.

## Ochrona przyrody
Zachodnia część osady wchodzi w skład Obszaru Chronionego Krajobrazu Doliny Rzeki Guber.

## Zakład karny
Jednostka penitencjarna typu półotwartego powstała w Dublinach w grudniu 1975 roku. Zajmowała ona 1,35 ha powierzchni. W pierwszych latach jednostka ta funkcjonowała jako Oddział Zewnętrzny Aresztu Śledczego w Bartoszycach. Początkowo pawilony mieszkalne stanowiły dwa parterowe baraki dla około 500 osadzonych, którymi byli m.in. nieumyślni sprawcy kolizji drogowych. Jeden z baraków został wyburzony w 1981 roku i na jego miejscu stanął, obecnie funkcjonujący pawilon mieszkalny.  W pawilonie tym oprócz cel dla więźniów usytuowane zostały ambulatorium, gabinet stomatologa, dyżurki wychowawców, radiowęzeł, biblioteka, pomieszczenie do ćwiczeń rekreacyjnych, magazyny, kantyna, świetlica, modelarnia.
W styczniu 2009 powstała nowa, samodzielna jednostka - Zakład Karny w Dublinach. Przeznaczony on jest dla skazanych dorosłych, mężczyzn, recydywistów penitencjarnych z podgrupami klasyfikacyjnymi R-2/z i R-2/p. Pojemność wynosi 354 miejsca.
W ramach jednostki wyodrębniono Oddział Zewnętrzny w Giżycku.